# Michail Matwejewitsch Cheraskow

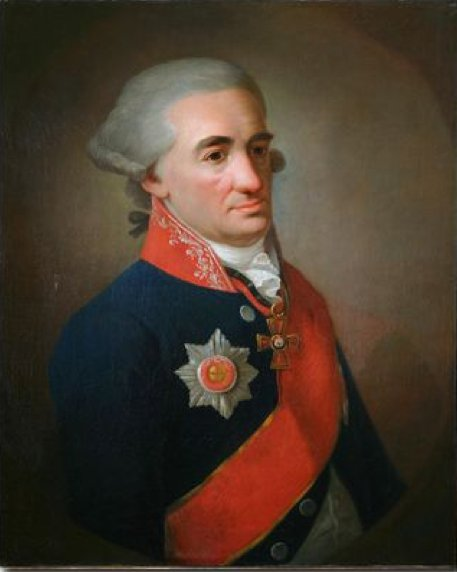
Michail Matwejewitsch Cheraskow

Michail Matwejewitsch Cheraskow (russisch Михаил Матвеевич Херасков; * 25. Oktoberjul. / 5. November 1733greg. in Perejaslawl, Gouvernement Kiew, Russisches Kaiserreich; † 27. Septemberjul. / 9. Oktober 1807greg. in Moskau, Russisches Kaiserreich) war ein russischer Dichter und Schriftsteller. Er ist u. a. der Schöpfer des später als Freimaurer-Lied bekannt gewordenen Textes Kol' Slawen.

## Leben
Cheraskow stammte aus einer wohlhabenden Bojaren-Familie, die unter Zar Peter I. aus der Walachei nach Russland eingewandert war, und wurde von Hauslehrern unterrichtet. 1751 beendete er in Sankt Petersburg eine Ausbildung an der Kadettenanstalt. Anschließend diente er im Ingerman-Regiment bei St. Petersburg und war am Handelskolleg tätig. Bereits während seiner Dienstzeit als Kadett schrieb er erste Artikel, die in einer Monatsschrift veröffentlicht wurden. 
Cheraskow trat 1756 eine Stelle an der Universität Moskau an, veröffentlichte weiterhin Gedichte und gab über zwei Jahre hinweg eine eigene Zeitschrift heraus, die Nutzbringenden Vergnügungen (Полезное увеселение). 1763 wurde der Dichter zum Direktor der Universität ernannt; nach einem Intermezzo am Petersburger Bergwerks-Kollegium (1770–1778) kehrte er nach Moskau zurück und hatte dort bis 1802 das Amt eines Kurators der Universität inne. Im Jahr 1781 wurde er zum Mitglied der Leopoldina gewählt.
Cherkaskow starb 1807 in Moskau und wurde im Donskoi-Kloster beigesetzt.

## Leistungen
Zeitgenossen nannten Cheraskow einen russischen Homer, weil er das französische pseudoklassische Epos auf russischem Boden kultivierte und zwei große epische Gedichte zum Ruhm Russlands verfasste: Die Rossiade (Россияда, 1779), das die Eroberung Kasans durch Iwan den Schrecklichen besang, und Wladimir (Владимир Возрожденный, 1785), die die Christianisierung Russlands zum Thema hatte. 
Außer diesen beiden Hauptwerken, die am ehesten als „sentimentaler Klassizismus“ eingeordnet werden können, schrieb Cheraskow 20 Dramen, Romane, außerdem Fabeln, epische Gedichte, Lieder und andere Texte. Seine Romane entwickelten sich von Erbauungsliteratur über den „idealen Staat mit einem gütigen Zaren“ (Numa Pompilius oder das aufblühende Rom, 1768) hin zu verwickelten Liebes- und Abenteuergeschichten (Kadmos und Harmonia, 1786).

## Werke
Eine deutsche Gesamtausgabe seiner Werke ist nicht erschienen. Einige seiner Werke sind auch ins Deutsche übertragen worden:
- Die Schlacht bei Tschesme (Чесменский бой, 1771) Petersburg 1773 (Poem)
- Numa Pompilius, oder das blühende Rom (Нума Помпилий, 1768) St. Petersburg: Breitkopf 1782 (1799 in Leipzig auch unter dem Titel Numa oder Der gute Fürst und sein glückliches Volk)